# Карпенко Євген Віталійович
Євген Віталійович Карпенко (10 листопада 1955, м. Суми) — український композитор, хоровий диригент, педагог. Член Національної всеукраїнської музичної спілки (1991).

## Життєпис
Євген Віталійович Карпенко народився 10 листопада 1955 року в Сумах. Любов до музики майбутньому композитору прищепили його рідні. Добре знала класичну музику, чудово грала на роялі його бабуся Євгенія Євгеніївна Ербс. Батько, Віталій Якович Карпенко, який все життя працював інженером-конструктором на місцевому машинобудівному заводі, також захоплювався мистецтвом, охоче грав на фортепіано. Любила співати мати, Олександра Емануїловна Карпенко, яка була вчителькою за освітою, але присвятила себе вихованню дітей. Професійною музиканткою і композиторкою стала старша сестра Любов Віталіївна Карпенко, яка заохочувала брата до композиції та імпровізації. Свій перший музичний твір Євген написав ще в шкільні роки.
Після закінчення 1973 року середньої школи № 4 Євген Карпенко навчався у Сумському музичному училищі (клас диригування Івана Скоромного), де розпочав перші серйозні заняття композицією під керівництвом видатного фольклориста і музикознавця В. В. Дубравіна, який стояв у витоків сучасного інституту культури і мистецтв у педагогічному університеті в Сумах.
У 1975—1980 рр. навчався у Харківському інституті мистецтв імені І. Котляревського за фахом хорове диригування. Серед його вчителів були такі видатні митці як професор, заслужений діяч мистецтв Ю. І. Кулик, професор, народний артист України В. С. Палкін та ін. Активно займався композицією під керівництвом відомого композитора, професора В. Т. Борисова.
1980 року розпочав викладацьку діяльність у Сумському педагогічному інституті (нині Сумський державний педагогічний університет імені А. С. Макаренка), доцент кафедри хорового диригування, вокалу та методики музичного навчання Інституту культури і мистецтв. Викладає дисципліни диригентсько-хорового циклу: хоровий клас, аранжування, диригування, практикум з шкільного репертуару.
Автор ряду науково-методичних посібників, серед яких «Диригентсько-хорова підготовка вчителя музики», «Хорове аранжування» (у співавт.), «Практикум з шкільного репертуару» (у співавт.).
Керує навчальним жіночим хором інституту культури і мистецтв. Цей творчий колектив — неодноразовий учасник і лауреат фестивалів духовної музики «Глинські дзвони» (Глухів), «Введенські піснеспіви» (Суми), Всеукраїнського вокально-хорового фестивалю-конкурсу «Мозаїка пісень» (Суми, 2019). Хор бере участь у численних мистецьких заходах університету, міста й області.
З 1999 по 2008 рік Євген Карпенко був художнім керівником та диригентом самодіяльного камерного хору Палацу культури АТ СНВО ім. Фрунзе — колективу, який був неодноразовим лауреатом регіональних та всеукраїнських конкурсів.
Веде активну громадську діяльність, з 1991 року — голова асоціації композиторів-піснярів обласного об'єднання Національної музичної спілки.
Член журі обласних і всеукраїнських дитячих музичних фестивалів і конкурсів («Jazz-вітраж», «Мозаїка пісень», «Проліски Слобожанщини»).
Нагороджений грамотами Міністерства освіти і науки України та Національної всеукраїнської музичної спілки.

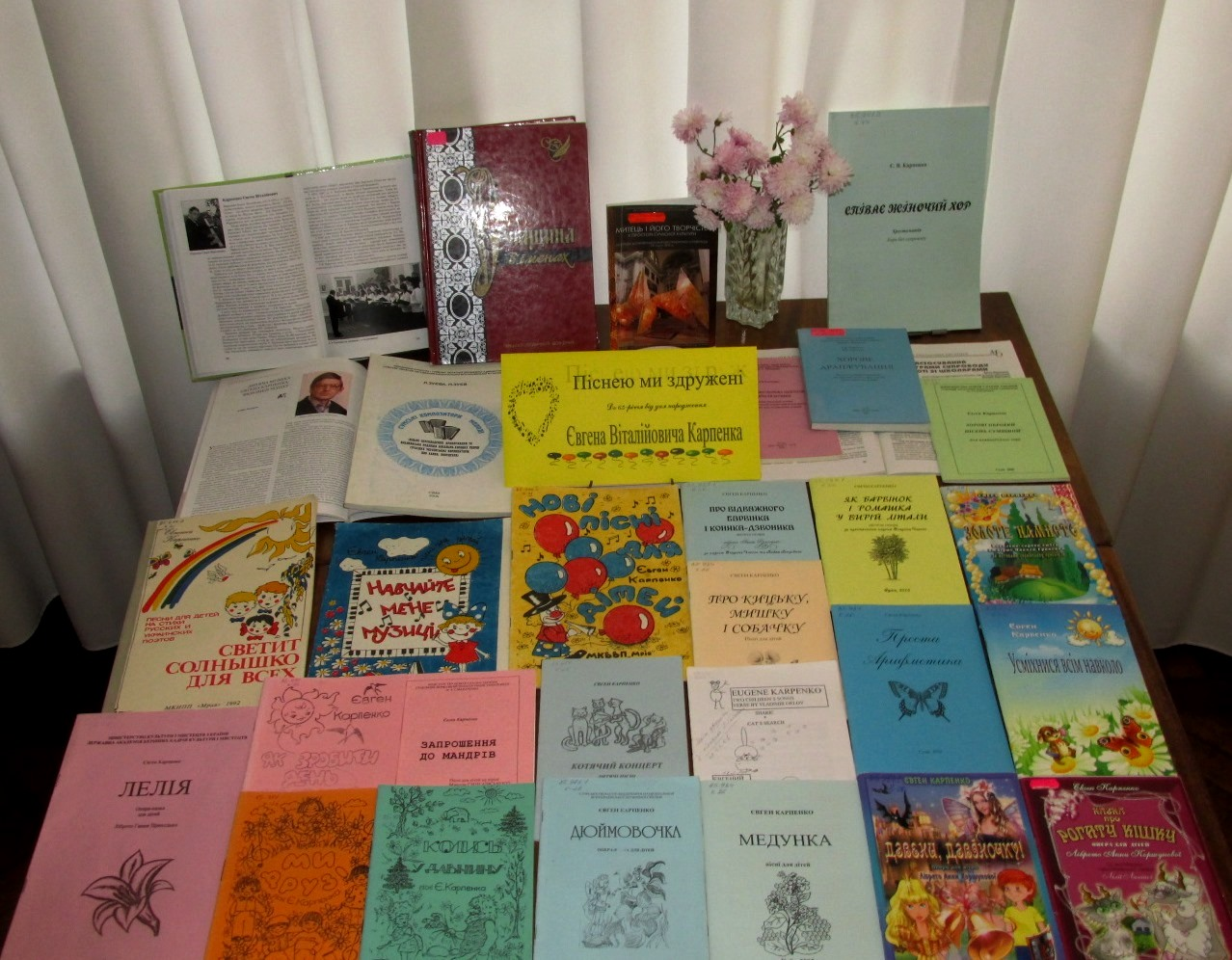
Виставка творів Є. В. Карпенка в Сумській обласній науковій бібліотеці

## Композиторська творчість
Композитор Євген Віталійович Карпенко працює у різних музичних жанрах. Його творчий доробок складають хорові твори (a capella та у супроводі фортепіано), він займається аранжуванням для академічних хорів місцевого музичного фольклору, зібраного і записаного його вчителем, заслуженим діячем мистецтв України, професором В. В. Дубравіним. Вийшла друком збірка «Хорові обробки пісень Сумщини для академічного хору» (2000), в якій представлені зразки фольклорних записів майже всіх регіонів Сумської області. Пісні рідного краю в обробці Є. Карпенка представлені також окремим розділом в його хрестоматії з хорового класу «Співає жіночий хор» (2015). Хорові твори композитора в репертуарі народної хорової капели і жіночого хору Навчально-наукового інституту культури і мистецтв СумДПУ,  народного жіночого ансамблю «Сумчанка».
Євген Карпенко відомий як автор вокальних творів для молоді, він написав понад 100 пісень для дітей шкільного віку. Презентація першої збірки композитора «Світить сонечко для всіх» відбулася в Сумах весною 1992 року. Згодом побачили світ збірки «Навчайте мене музики» (1992), «Нові пісні для дітей» (1993), «Колись у давнину» (1998), «Як зробити день веселим» (1998), «Запрошення до мандрів» (вірші Миколи Сингаївського, 2001), «Дитячі пісні» (2001), «Котячий концерт» (2003), «Осіння казка» (2005), «Медунка» (2005), «Рідня» (2008), «Проста арифметика» (2010), вокально-хорової сюїти «Золоте намисто» (вірші Миколи Гриценка за мотивами українських прислів'їв, 2011), «Про все розкаже Музика» (2019), «Ходить Казка по узліссі» (на вірші Наталії Левченко, 2020).
Композитор створює музику на вірші відомих українських поетів Івана Франка, Олександра Олеся, Андрія Малишка, Миколи Сингаївського та місцевих авторів: Миколи Петренка, Ганни Приходько, Анни Коршуновою, Миколи Гриценка, Анатолія Гризуна.
Активно працює у жанрі опери для дітей, створив музично-сценічні твори «Лелія» (лібрето Ганни Приходько за казкою Лесі Українки, 2003), «Пілігрим» (лібрето Василя Пузанова, 2004), «Дюймовочка» (лібрето Ірини П'янкової, 2004), «Срібна Дівчинка» (лібрето Сергія Дяченка за казкою Тамари Хвостенко, 2006), «Про відважного Барвінка і Коника-Дзвоника» (лібрето Ганни Приходько за казкою Богдана Чалого та Павла Глазового, 2009), «Писанка» (лібрето Ганни Приходько за казкою Юрія Тиса, 2009), «Як Барвінок і Ромашка у вирій літали» (лібрето Сергія Дяченка за казкою Богдана Чалого, 2010), «Дзвени, дзвіночку!» (2011, лібрето Анни Коршунової), «Казка про рогату кішку» (2012, лібрето Анни Коршунової за мотивами казки Лілії Лапіної) та інші.
Майже всі дитячі опери Євгена Карпенка були поставлені на сцені Сумського палацу дітей та юнацтва (музичний театр «Дзвіночок», керівник І. П'янкова), багато з них — дитячими колективами музичних і загальноосвітніх шкіл міста та області, творчими студіями Києві, Житомира та інших міст України.
Не обійшов увагою композитор і фортепіанну музику. Серед його творів є альбом мініатюр «П'єси для фортепіано» (2017).
Музичні твори композитора виходили окремими збірками, публікувалися на сторінках часопису «Мистецтво та освіта», у тематичних нотних збірках «Зацвітай, кохана земле» (1999), «Сумські композитори — молоді» (2006) та інш.
2012 року в Сумах пройшли урочистості з нагоди 20-річчя виходу першої збірки Євгена Віталійовича «Світить сонечко для всіх».

## Особисте життя
З майбутньою дружиною Наталією Володимирівною Євген Карпенко познайомився в студентські роки, за фахом вона піаністка, музикознавця, викладала в педагогічному університеті. Разом виховали двох дітей. Син Віталій — кандидат філософських наук, дочка Лідія — лікар-кардіолог і пульманолог. Онуки Тарас, Лука, Михайло, Володимир, Наталка навчаються в школі. Вони надихають композитора на створення нових дитячих пісень.

## Вибрані публікації
- Диригентсько-хорова підготовка вчителя музики / Є. В. Карпенко. — Суми: Мрія-1, 2001. — 110 с. — ISBN 966-566-178-7.
- Диригентські етюди: навч. посібник / І. П. Заболотний, Є. В. Карпенко. — Суми: ВВП «Мрія» ТОВ, 2007. — 92 с. — ISBN 978-966-473-001-0.
- Хорове аранжування: навчально-методичний посібник / Є. В. Карпенко, Н. В. Карпенко. — Суми: ВВП «Мрія» ТОВ, 2007. — 220 с. : нот. — ISBN 978-966-473-013-3.
- Застосування фонограми супроводу в роботі зі школярами / Є. Карпенко, Н. Карпенко // Мистецтво та освіта. — 2010. — № 3. — C. 19— 22.
- Вокально-хорова робота як шлях до втілення творчих уявлень хормейстера / І. Заболотний, Є. Карпенко // Мистецтво та освіта. — 2014.  — № 4. — С. 22—27.
- Диригентська діяльність Івана Заболотного в музичній культурі Сумщини останньої чверті ХХ — поч. ХХІ ст. / А. К. Мартинюк, Т. В. Мартинюк, Є. В. Карпенко. — Київ: Кафедра, 2019. — 116 с. : фот. — ISBN 978-617-7301-65-2.
- Алгоритми самостійної роботи студента в процесі вивчення хорового аранжування: методичні рекомендації / укладач Є. В. Карпенко. — Суми: ФОП Цьома С. П., 2021. — 64 с.
- Методичні основи вивчення хорового диригування на першому курсі навчання: методичні рекомендації / укладач Є. В. Карпенко. — Суми: Вид-во СумДПУ імені А. С. Макаренка, 2021. — 48 с. : нот.
- Практикум з шкільного репертуару: навчально-методичний посібник / Є. В. Карпенко, О. І. Ігнатовська. — Суми: ФОП Цьома С. П.,  2021. — 150 с.
- Розвиток чуття внутрішньодольової пульсації на прикладах вільно структурованих мелодій: методичні рекомендації / укладач Є. В. Карпенко. — Суми: Вид-во СумДПУ імені А. С. Макаренка, 2021. — 46 с. : нот.
- Основи естрадного аранжування : навч. посібник / І. П. Заболотний, О. І. Ігнатовська, Є. В. Карпенко. — Суми, 2023. — 186 с. : нот.